# ریه روی تراشه
ریه روی تراشه (به انگلیسی: Lung on a Chip)، ایجاد یک مدل سه بعدی پیچیده از ریهٔ طبیعی و دارای عملکرد انسان، بر روی میکروچیپ است. این ابزار با استفاده از سلول‌های ریه و سلول‌های عروق خونی تهیه می‌شود. می‌توان از این ابزار، در پیش‌بینی میزان جذب نانوذرات حمل شده توسط هوا و واکنش‌های التهابی ناشی از آن ذرات و پاتوژن‌های میکروبی استفاده کرد. همچنین، با این وسیله می‌توان اثر سم‌های محیطی، جذب داروهایی که به صورت آیروسول هستند و تست دارو هارا مشاهده کرد. پیش‌بینی می‌شود که این سیستم بتواند جایگزین مناسبی برای تست‌های حیوانی باشد. هم چنین با استفاده از این سیستم می‌توان هزینهٔ تست داروها را بسیار کاهش داد. این در شرایطی است که در حال حاضر تست تنها یک ماده هزینه‌ای حدود ۲ میلیون دلار خواهد داشت!
چون این دستگاه شفاف است، انگار که ما بدون مداخله در داخل بدن توانسته‌ایم اتفاقات درون ریه را ببینیم.
ریه روی تراشه از قرارگیری دو لایه از بافت‌های زنده در دو طرف یک غشای قابل انعطاف و متخلخل به وجود می‌آید. این دو لایه، یکی شامل سلول‌های پنوموسیت، سلول‌های پوشاننده آلوئول‌ها، و دیگری سلول‌های اندوتلیوم عروقی است. در کانالی که سلول‌های ریوی قرار دارند، هوا جریان پیدا می‌کند تا فضا شبیه فضای آلوئول‌های ریه شود. در داخل کانال سلول‌های اندوتلیومی، یک مدیوم کشت غنی که فضایی شبیه به خون را به وجود می‌آورد، در جریان است. هم چنین به وسیله وکیوم به‌طور مداوم سلول‌ها در معرض کشش قرار می‌گیرند که این برای ایجاد شرایطی شبیه به شرایط واقعی ریه لازم است. چنین اقداماتی موجب می‌شود سلول‌ها در فضایی مشابه فضای واقعی خود در داخل بدن قرار بگیرند و به این ترتیب نتایجی که از آزمایش روی این میکروفلوئیدیک‌ها به دست می‌آید به واقعیت و آنچه در بدن رخ می‌دهد نزدیک تر خواهد بود.

مدل ریه روی تراشه

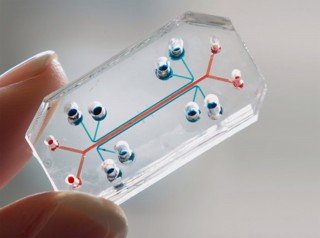

یافته‌های تحقیقاتی برای ریه روی تراشه در ۲۵ زوئن ۲۰۱۰ در ژورنال مجمع آمریکایی پیشرفت علم (به انگلیسی: American Association for the Advancement of Science)انتشار یافت. حمایت از این طرح به عهده مؤسسهٔ ملی سلامت، مجمع قلب آمریکا و مؤسسه ویس (به انگلیسی: Wyss Institute for Biologically Inspired Engineering) در دانشگاه هاروارد بود.

## مخترعان
این تکنولوژی توسط دونالد اینگبر، پزشک و بیولوژیست سلولی آمریکایی و دان دونگئون، هر دو از بنیان‌گذاران مؤسسهٔ ویس، پایه‌گذاری شد. این دستگاه با استفاده از لیتوگرافی نرم ساخته می‌شود که مخترع این روش جرج ام. وایتسایدز شیمیدان آمریکایی، پروفسور شیمی در هاروارد و از اعضای اصلی مؤسسه ویس بود.

## آزمایش‌های انجام گرفته
واکنش ریه روی تراشه به پاتوژن‌های تنفسی با وارد کردن باکتری اشریشیا کلای به داخل کانال هوایی یعنی کانال پنوموسیت‌ها آزمایش شد. سلول‌های ریوی که مورد تهاجم قرار گرفته‌اند مدیاتورهایی ترشح می‌کنندواین مدیاتورها از غشای متخلخل عبور کرده و پس از وزود به خون باعث فعال کردن پاسخ ایمنی می‌شوند. گلبول‌های سفید به سمت کانال هوایی مهاجرت کرده و عوامل پاتوژن را نابود می‌کنند. هم چنین در آزمایشی دیگر، ذراتی در ابعاد نانو که به‌طور معمول در آلودگی هوا یافت می‌شوند، به کانال هوایی وارد کردند. انواع متعدد از این نانو ذرات توسط پنوموسیت‌ها جذب شدند که موجب ترشح بیش از حد رادیکال‌های آزاد از این سلول‌ها شده و ایجاد واکنش التهابی کردند. تعدادی از این ذرات توانستند با عبور از پنوموسیت‌ها توانستند وارد خون شوند. همچنین دانشمندان متوجه شدند که کشش مکانیکی ایجاد شده توسط وکیوم، در جذب نانوپارتیکل‌ها از کانال هوا به خون بسیار مؤثر است.
مؤسسهٔ ویس تلاش می‌کند تا مدل سایر ارگان‌ها مثل روده روی چیپ، مدل مغز استخوان و حتی مدل‌های سرطانی را ایجاد کند. آنها حتی در تلاشند تا بتوانند ارگان‌های مختلف را روی چیپ با هم ادغام کنند و عملکردشان را در تعامل با هم بسنجند. مثلاً یک ریه را که در حال تبادل گازهای تنفسی است با یک قلب در حال تپش ادغام کنند و عملکرد این دو را در ارتباط با هم ببینند. ادغام ارگان‌های مختلف روی چیپ می‌تواند برای آزمایش داروهای تنفسی و بررسی داروهایی با اثرات مناسب درمانی که فاقد عواض قلبی هستند، مورد استفاده باشد.
در آزمایش دیگر برای مطالعهٔ اثر سیگار بر مجاری تنفسی و خود سلول‌های ریه مدلی ساخته شد که می‌توانست سیگار را به‌طور کامل مصرف کند و همهٔ ذرات حاصل از آن را وارد لولهٔ هوایی یک میکروچیپ شبیه‌ساز ریه کند. به این ترتین می‌توان میزان جذب مواد و اثر آن‌ها بر روی سلول‌ها را مشاهده کرد. هم چنین برای مشاهدهٔ اثر مواد موجود در سیگار بر بیماران مبتلا به بیماری انسدادی مجاری تنفسی دو مدل طراحی شد که در یکی از سلول هایمجاری تنفسی افراد مبتلا به این بیماری استفاده شده بود و در دیگری از سلول هاس مجاری تنفسی یک فرد سالم استفاده شده بود.
هم چنین از این تکنولوژی می‌توان در پزشکی شخصی هم استفاده کرد؛ مثلاً در افراد مبتلا به سرطان. محققان سرطان متوجه شده‌اند که ایجاد تومورهای انسانی با تزریق این سلول‌ها به زیر پوست موش نمی‌تواند نحوه طبیعی ایجاد سرطان و پخش شدن آن در بدن انسان را به درستی نشان نمی‌دهد. هم چنین نمی‌توان با استفاده از موش به‌طور درست و در زمان اندک اثر داروها بر سلول‌های سرطانی را مشاهد کرد. پس در آزمایش دیگری، سلول‌های سرطانی موجود در هر نقطه از بدن انسان را به محل متناظرش در بدن موش تزریق کردند. مثلاً سلول سرطانی پستان را به غدد شیری موش تزریق کردند. طبیعتاً نتایج به آنچه در بدن انسان به وقوع می‌پیوندد نزدیک تر بود اما باز هم مشکلاتی وجود داشت. چون امکان مشاهدهٔ نحوهٔ رشد سلول‌های سرطانی، حرکت و پاسخ آن‌ها به داروهای متعدد نبود. همچنین کنترل میکرومحیط اطراف تومور در بدن یک موجود زنده کار راحتی نیست. به همین دلیل گرایش‌ها به سمت میکروچیپ‌ها به وجود آمد از جمله ایجاد مدل سرطان ریه. با ایجاد میکروفلوئیدیک‌های منحصر به هرفرد در مدل سرطان ریه، می‌توان پاسخ آن فرد به دارو را به‌طور جداگانه، به دقت و در زمان اندک بررسی کرد و مناسب‌ترین دارو برای درمان را به کار گرفت.